# Griechisch-Orthodoxes Patriarchat von Antiochien

Wappen der griechisch-orthodoxen Kirche von Antiochien

Das Griechisch-Orthodoxe Patriarchat von Antiochien und dem gesamten Morgenland (arabisch بطريركية أنطاكية وسائر المشرق للروم الأرثوذكس Baṭriyarkiyyat ʾAnṭākiya wa-Sāʾir al-Mašriq li-r-Rūm al-ʾUrṯūḏuks) ist eine autokephale orthodoxe Kirche der byzantinischen Tradition. Sie wird bisweilen auch als Rum-Orthodoxe Kirche („Rum“ steht arabisch einerseits für „Rom“ – gemeint ist Konstantinopel [„das neue Rom“] –, andererseits für „Byzantiner“), als Antiochenische Kirche oder auch als Antiochenisch-Orthodoxe Kirche bezeichnet. Ihre territoriale Verstreuung im arabischen Raum hat ihr Selbstverständnis befördert, Träger einer arabisch-orientalischen Kultur zu sein. Vor allem ihr arabischsprachiges Volkstum verleiht dem Patriarchat den Charakter einer arabisch-orthodoxen Kirche.
Die Liturgiesprache der rum-orthodoxen Kirche war ursprünglich Syrisch-Aramäisch und hauptsächlich Koine-Griechisch, ist jedoch seit dem 20. Jahrhundert modernes Arabisch. Die Kirche hat ca. 3 Millionen Mitglieder.

## Geschichte und Organisation
Der Patriarch residierte anfänglich in Antiochia am Orontes (Antiochien). Die Mitglieder der alten christlichen Gemeinde in der hellenistischen Stadt Antiochia wurden als erste überhaupt christianoi (griechisch für Christen) genannt. Seit der Eroberung Antiochias im 14. Jahrhundert durch die osmanischen Türken residiert ihr Patriarch jedoch in der syrischen Hauptstadt Damaskus.
Da unter den zwei Millionen syrischen Christen die Hälfte mit dem griechisch-orthodoxen Patriarchat von Antiochien verbunden ist, stellt es die größte Kirche in Syrien dar. Die Kirche hat viele Gemeinden im Ausland, vor allem in Australien und den USA; sie gilt als eine progressive Kraft unter den orthodoxen Kirchen. Anders als in den meisten anderen orthodoxen Kirchen pflegen die Auslandsgemeinden ihre Liturgie häufig in der Sprache des jeweiligen Gastlandes und nehmen auch häufiger und problemloser Konvertiten auf, ohne diesen zusammen mit dem Bekenntnis zum orthodoxen Christentum auch eine „kulturelle Konversion“ abzuverlangen. Die Kirche betreibt auch eine im orthodoxen Bereich eher ungewöhnliche aktive Jugendarbeit, die sich mitunter auf die Ideen der Pfadfinderbewegung stützt.
Einige Mitglieder der Kirche, so etwa Michel Aflaq, setzten sich aktiv für einen säkularen Panarabismus ein und hatten großen Einfluss auf die Baath-Partei in verschiedenen arabischen Staaten, bis diese politische Richtung seit den 1980er-Jahren durch den Islamismus verdrängt wurde. Aufgrund des aufkommenden Islamismus im arabischen Raum haben immer mehr Christen ihre Heimat im Nahen Osten verlassen, weil sie von Islamisten aufgrund ihres Christentums bedroht oder entführt wurden. Die Griechisch-Orthodoxen bilden dabei die am stärksten durch Emigration dezimierte Konfession.
Das Oberhaupt der Kirche ist seit 2012 Seine Seligkeit Johannes X., Patriarch von Antiochien und dem ganzen Osten. Bis dahin war er Metropolit und amtierender Bischof von Europa mit Sitz in Paris. Das Erzbistum Europa wurde daraufhin geteilt: in die Erzdiözese von Britannien und Irland, die Erzdiözese von Frankreich, West- und Südeuropa, die Erzdiözese von Deutschland und Mitteleuropa sowie das Vikariat von Schweden und den skandinavischen Ländern. Metropolit, zuständig für Deutschland, Österreich, die Schweiz und Liechtenstein, ist seit 2013 Isaak Barakat mit Sitz in Köln. Weihbischof in Deutschland ist Bischof Hanna Haikal mit Sitz in Berlin. In Paris residiert seit 2013 Ignatius Alhoschi als Metropolit von Frankreich, West- und Südeuropa.
Die Kathedralbasilika des Patriarchen von Antiochien ist seit 1342 die Mariamitische Kathedrale von Damaskus.
Aus der griechisch-orthodoxen Kirche von Antiochien entstanden sind die Kirche von Zypern, die Kirche von Georgien sowie die Kirche von Imeretien und Abchasien. Zu anderen Kirchen, die ebenfalls Anspruch auf den Patriarchensitz in Antiochien erheben, siehe Patriarchat von Antiochien.